# Anodizzazione

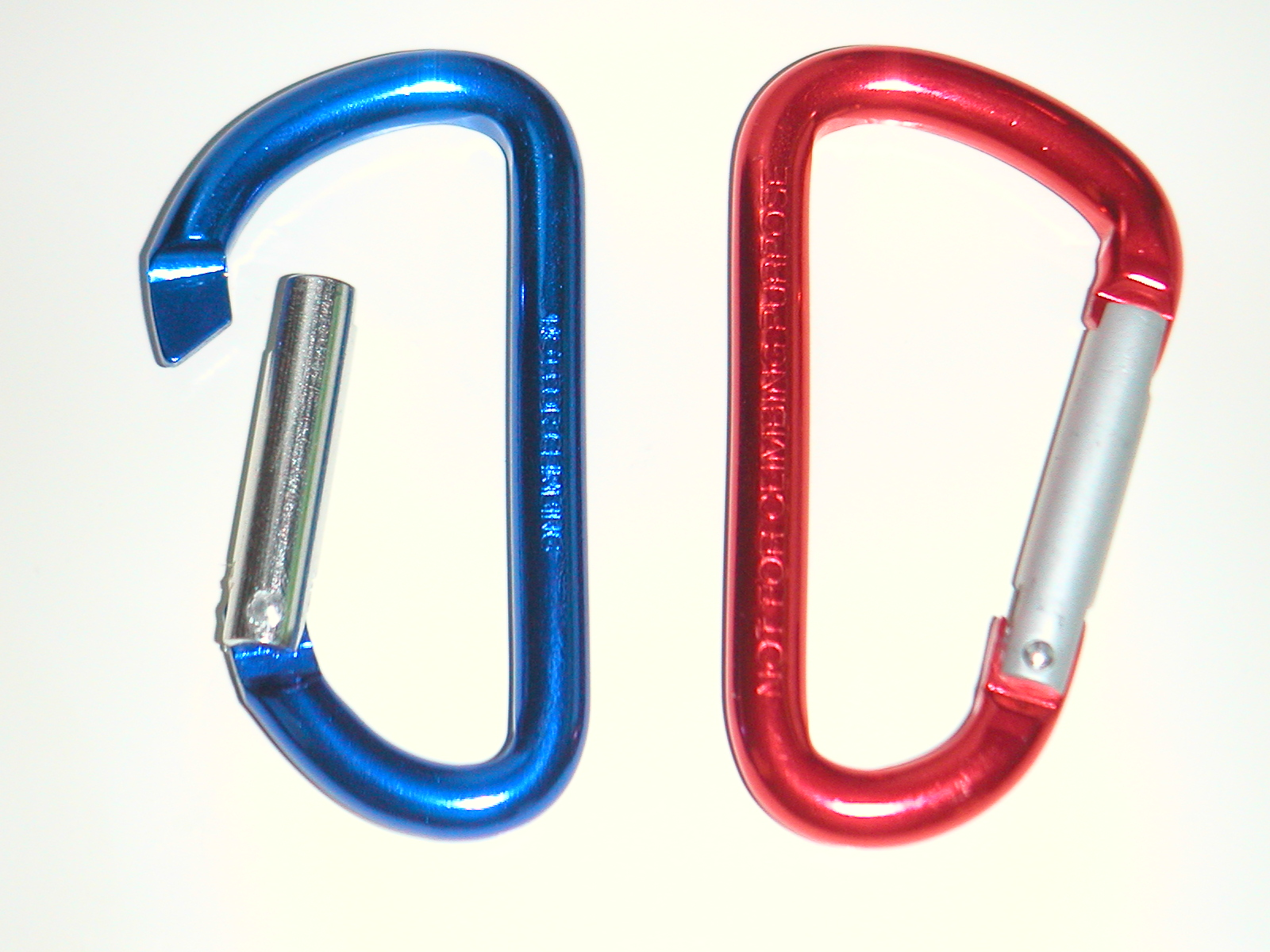
Moschettoni in alluminio anodizzato.

L'anodizzazione (detta anche ossidazione anodica) è un processo elettrochimico di ossidazione mediante il quale uno strato protettivo di ossido si forma sulla superficie del metallo da trattare.
Il processo viene denominato anodizzazione in quanto i pezzi da trattare vengono collegati al polo positivo di una cella elettrolitica, denominato anodo. Il processo avviene per immersione in una soluzione denominata elettrolita e la corrente catodica viene applicata a un materiale conduttore, denominato catodo, immerso in tale soluzione.
L’anodizzazione viene effettuata per incrementare le caratteristiche superficiali, sia tecniche che estetiche.
I trattamenti di anodizzazione vengono utilizzati soprattutto per proteggere le leghe di alluminio, ma esistono processi attuanti anche su titanio, magnesio e zinco.

## Anodizzazione dell’alluminio
L’alluminio è un metallo che tende facilmente ad ossidarsi, soprattutto a pH particolarmente alti. Necessita quindi di una protezione che inibisca la sua ossidazione e corrosione. L’anodizzazione è il principale trattamento protettivo dell’alluminio che conferisce inoltre un ottimo aspetto estetico, grazie alla possibilità di essere colorata mediante pigmenti che penetrano nello strato.
L’anodizzazione dell’alluminio forma uno strato superficiale di ossido di alluminio molto duro e compatto, che permette di incrementare le caratteristiche superficiali di resistenza a corrosione, resistenza a usura, durezza e isolamento dielettrico.
Il primo processo di anodizzazione dell’alluminio è stato sviluppato nel 1923 da Bengough e Stuart e impiegava acido cromico come elettrolita.
Il processo più utilizzato industrialmente è quello con acido solforico, introdotto nel 1927 da Gower e O'Brien.
Possono essere identificati due tipi di ossidazione anodica in acido solforico che si differenziano per le caratteristiche e il processo di produzione:
- anodizzazione naturale o decorativa, con spessori tra 5 µm e 20 µm, utilizzata per proteggere i pezzi dalla corrosione in ambienti non aggressivi e aumentare la resistenza a graffi e usura. Si presta a essere facilmente colorata tramite pigmenti che penetrano nelle porosità del rivestimento.
- anodizzazione dura, con spessori tra 30 µm e 50 µm, incrementa le caratteristiche di resistenza a corrosione, resistenza a usura, durezza e isolamento dielettrico.

I principali standard nazionali e internazionali che regolano i processi e i rivestimenti di anodizzazione sono: ISO 7599, ISO 10074, UNI 10681, UNI 7796, MIL-A-8625, ISO 7583.

### Spessore
La crescita dello strato di ossido di alluminio è proporzionale alla corrente applicata e al tempo di trattamento ed è possibile quindi effettuare il rivestimento con spessori calibrati.
La norma ISO 7599 relativa alla anodizzazione decorativa identifica 5 spessori tipici di anodizzazione: 5 µm, 10 µm, 15 µm, 20 µm, 25 µm. Con l’aumentare dello spessore aumenta proporzionalmente
L’anodizzazione dura ha solitamente uno spessore di 30-50 µm, come identifico dalle norme ISO 10074 e MIL-A-8625. In funzione di specifiche esigenze è possibile effettuare l’anodizzazione dura a spessori inferiori di 30 µm soprattutto quando si hanno delle tolleranze strette.
Alcune leghe non riescono a raggiungere spessori elevati, come per esempio le leghe della serie 2000 che contengono molto rame o le leghe ad alto contenuto di silicio.

### Pre-trattamenti
Per ottenere una corretta anodizzazione è necessario che la superficie del pezzo da trattare sia completamente pulita ed esente da impurità. Vengono quindi effettuati dei trattamenti preliminari all’anodizzazione allo scopo di sgrassare, pulire a attivare la superficie.
Alcuni dei pretrattamenti più utilizzati sono:
- sgrassatura: necessaria a rimuovere sporco, impurità e oli.
- decapaggio alcalino: soluzione di idrossido di sodio che scioglie superficialmente l’alluminio, pulendo e attivando la superficie. Effettua anche una satinatura che nasconde le imperfezioni come per esempio le righe di estrusione.
- decapaggio acido: pulisce la superficie sciogliendo ossidi e alcuni elementi presenti nelle leghe di alluminio, come per esempio rame e zinco.

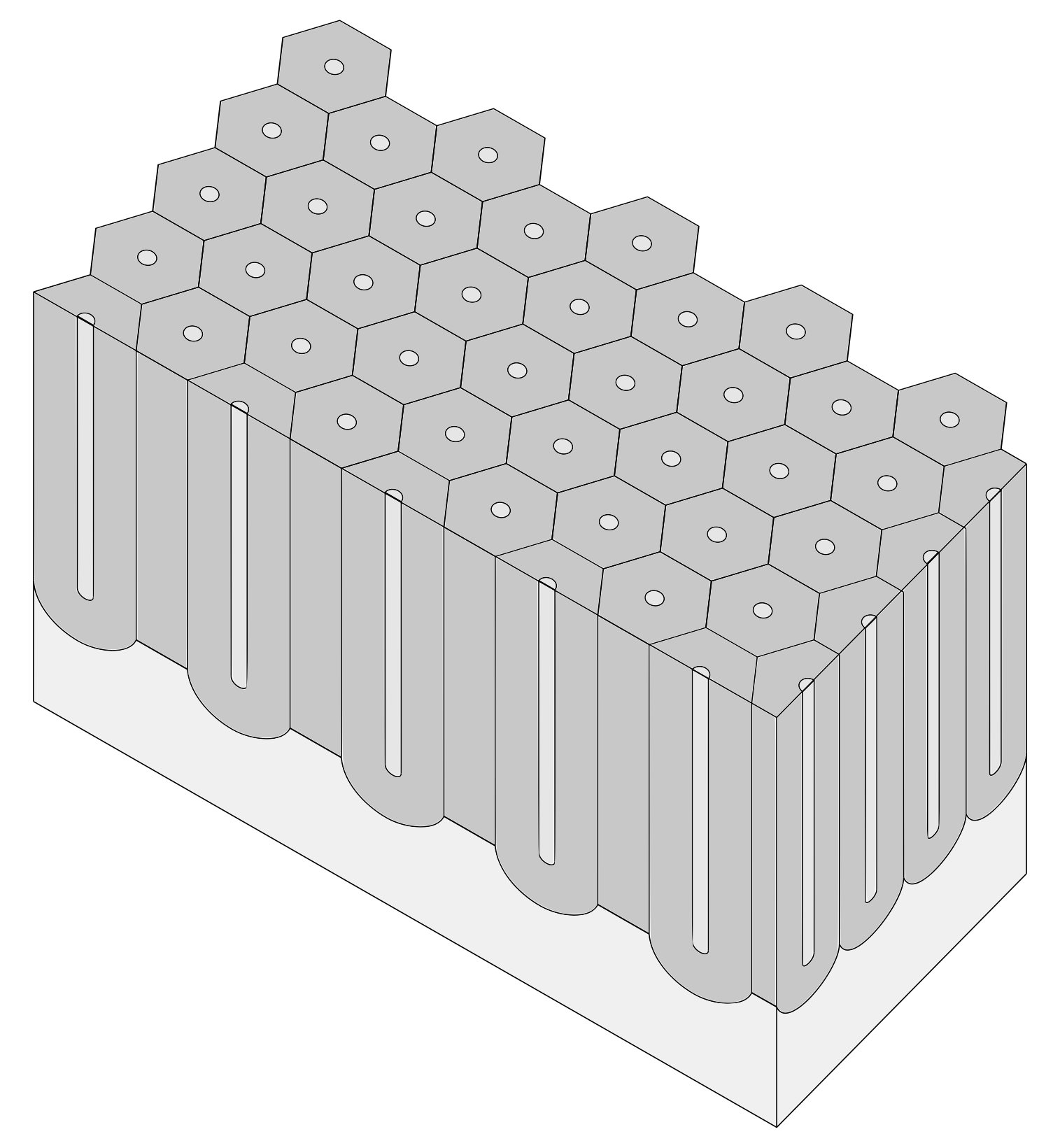
Struttura colonnare dell'ossido di alluminio

### Processo di anodizzazione
Il processo di anodizzazione in acido solforico avviene per immersione in una soluzione di acido solforico al 20% circa.
Al pezzo da trattare viene applicata la corrente anodica, mentre la corrente catodica viene applicata al catodo che è solitamente in alluminio o piombo.
Applicando corrente alla cella elettrolitica vengono rilasciati ioni ossigeno sulla superficie dell’anodo, che si combinano con gli atomi di alluminio, formando ossido di alluminio.
La soluzione di trattamento deve essere mantenuta a temperatura costante di circa 20 °C per l’anodizzazione naturale e circa 0 °C per l’anodizzazione dura, mediante l’utilizzo di impianti di raffreddamento.
La struttura dello strato di ossido di alluminio è formata da microscopiche colonne di forma esagonale disposte a nido d’ape, con un buco centrale detto poro. I pori hanno una dimensione di circa 50-100 nm con l’anodizzazione naturale e circa 20-40 nm con l’anodizzazione dura.

### Post-trattamenti
Le porosità dello strato di ossido hanno la caratteristica di poter inglobare al loro interno alcune sostanze, le cui molecole sono di dimensione inferiore al diametro del poro.

#### Colorazione
Lo strato poroso si presta facilmente a essere colorato mediante appositi pigmenti che penetrano nel poro. L’anodizzazione decorativa, con basso spessore e pori grandi, si presta facilmente ad essere colorata con una molteplicità di colori. L’anodizzazione dura, con spessori più elevati e pori più piccoli, assume già dopo anodizzazione una colorazione grigio scuro e quindi il colore più utilizzato è il nero che permette di uniformare le diversità di colore delle varie leghe.

#### Fissaggio
Le porosità dello strato anodico sono i primi inneschi di corrosione. Al fine di migliorare la resistenza a corrosione viene effettuato un processo denominato fissaggio che può differenziarsi in:
- Fissaggio a caldo: trattamento effettuato per immersione in una acqua con temperatura di circa 95 °C che permette l’idratazione dell’ossido di alluminio e la chiusura dei pori sulla superficie.
- Fissaggio a freddo: mediante l’immersione in una soluzione di fluoruro di nichel  a temperatura ambiente si ha la penetrazione delle molecole di fluoruro di nichel all’interno del poro che migliorano la resistenza a corrosione dello strato anodico. Come fase finale è consigliato effettuare un fissaggio a caldo con temperatura di almeno 60 °C.

I composti del nichel sono considerati cancerogeni e il nichel è un allergene; per tale motivo viene molto spesso preferito il fissaggio a caldo. Su particolari destinati al settore alimentare non è possibile utilizzare il fissaggio a freddo.

#### PTFE
Dopo anodizzazione può essere applicato un rivestimento a base di PTFE mediante immersione in una soluzione di PTFE o mediante spruzzatura. Lo spessore di tale rivestimento è pari a qualche micron e conferisce scorrevolezza e potere distaccante. Le particelle di PTFE non penetrano nel rivestimento poiché sono più grandi delle porosità dello strato di ossido.